# Umberto Giordano
Umberto Giordano (Foggia, 1867. augusztus 28. – Milánó, 1948. november 12.) olasz zeneszerző.
Paolo Serrao alatt tanult a nápolyi konzervatóriumban. Első operáját egy akadémiai versenyre írta, ezután alkotta meg a realisztikus, verismo stílusú Mala Vita  operáját. Ez az opera egy munkásról szól, aki megígéri, hogy „megment” egy prostituáltat, ha kigyógyul a tuberkulózisából. Ez a mű botrányt okozott, amikor 1892-ben bemutatták Rómában. Következő operája romantikus stílusú lett, de a Regina Diaz-t két előadás után levették a műsorról.
Ezután Milánóba költözött, és megint megpróbálkozott a verizmussal. Nagy sikert aratott az Andrea Chénier (1896) című operájával, melyet André Chénier, francia költő élete alapján írt. (Ebből a műből született a La mamma morta... kezdetű ária, ami Maria Callas előadásában hangzik el a Philadelphia című filmben.) Később írt művei közül napjainkban már csak a Fedora (1898) című operáját játsszák.

## További művei
- Il Voto (1902)
- Siberia (1903, átdolgozva 1927)
- Marcella (1907)
- Mese mariano (1910)
- Madame Sans-Gêne (1915)
- La cena delle beffe (1924)
- Il Re (1929)
- La festa del Nilo (befejezetlen)